# Simplon (Valais)
Simplon és un municipi del cantó suís del Valais, situat al districte de Brig-Glis.

## Fills il·lustres
- Josef Escher (1885 - 1954): advocat, notari i polítiv. Vicepresident de la Confederació Helvètica.

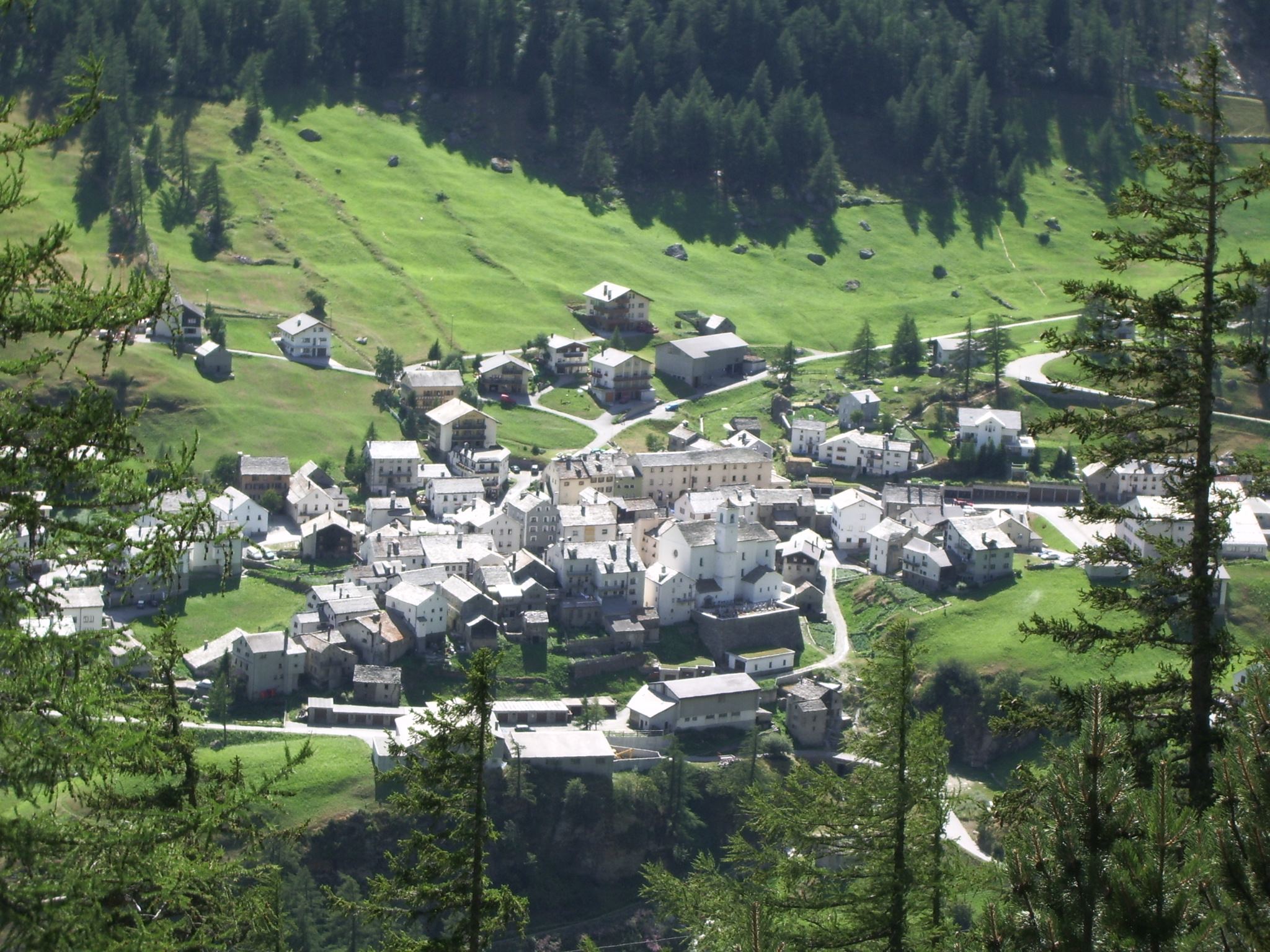
Vista de Simplon